# Nemorius himalayensis
Nemorius himalayensis är en tvåvingeart som beskrevs av Chvala 1969. Nemorius himalayensis ingår i släktet Nemorius och familjen bromsar.
Artens utbredningsområde är Nepal. Inga underarter finns listade i Catalogue of Life.